# Bruno Quadros
Bruno Quadros (nacido el 3 de febrero de 1977) es un exfutbolista brasileño que se desempeñaba como defensa.
Jugó para clubes como el Flamengo, Botafogo, Galatasaray, Istanbulspor AŞ, Sport Recife, São Caetano, Guarani, Cruzeiro, Cerezo Osaka, Consadole Sapporo, FC Tokyo, Alki Larnaca FC y Linense.

## Trayectoria
| Futbolista         |                   |      |      |
| País               | Club              | Año  | Año  |
| Bandera de Brasil  | Flamengo          | 1996 | 1998 |
| Bandera de Brasil  | Botafogo          | 1998 | 1998 |
| Bandera de Brasil  | Flamengo          | 1999 | 1999 |
| Bandera de Turquía | Galatasaray       | 1999 | 2000 |
| Bandera de Turquía | Istanbulspor      | 2000 | 2000 |
| Bandera de Brasil  | Flamengo          | 2000 | 2001 |
| Bandera de Brasil  | Sport Recife      | 2001 | 2001 |
| Bandera de Brasil  | São Caetano       | 2002 | 2002 |
| Bandera de Brasil  | Guarani           | 2002 | 2003 |
| Bandera de Brasil  | Cruzeiro          | 2004 | 2004 |
| Bandera de Japón   | Cerezo Osaka      | 2005 | 2006 |
| Bandera de Japón   | Consadole Sapporo | 2007 | 2007 |
| Bandera de Japón   | FC Tokyo          | 2008 | 2009 |
| Bandera de Chipre  | Alki Larnaca      | 2010 | 2010 |
| Bandera de Brasil  | Linense           | 2011 | 2012 |
| Entrenador         |                   |      |      |
| País               | Club              | Año  | Año  |
| Bandera de Brasil  | Linense           | 2012 | 2014 |
| Bandera de Brasil  | Duque de Caxias   | 2014 | 2014 |
| Bandera de Brasil  | Marília           | 2015 | 2015 |